# Ming Xiaoling
Ming Xiaoling är den förste Ming-kejsaren Zhu Yuanzhangs grav, som är belägen utanför Nanjing.
Mausoleet är det största bland Ming-gravarna och byggdes åren 1381 och 1405 och skall ha sysselsatt mer än 100 000  arbetare. För att dölja ingången till graven och förhindra gravplundring bestämde kejsaren att 13 identiska processioner skulle hållas vid hans begravning. När Yongle-kejsaren flyttade huvudstaden till Peking upphörde gravfältet att vara begravningsplats för Ming-kejsarna.
Graven har aldrig grävts ut och skadades svårt vid de flera av de krig och konflikter som utspelats i regionen. Efter Qingdynastins fall 1912 höll Sun Yat-sen en minnehögtid vid graven för att högtidlighålla återställandet av hankinesiskt styre över Kina.  2003 förklarades gravområdet vara en del av världsarvet tillsammans med Minggravarna i Peking.
- Wikimedia Commons har media som rör Ming Xiaoling.